# Ésotérisme
 (mai 2023).

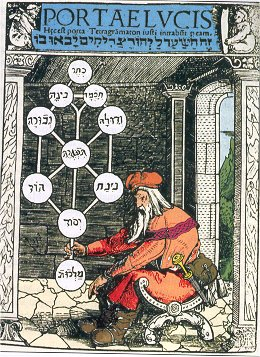
L'Arbre de Vie représenté symboliquement dans la Kabbale, contenant le Sephiroth.

L'ésotérisme désigne l'ensemble des enseignements secrets réservés à des initiés. Ce terme, dont le sens diffère de façon notable selon les époques et les auteurs, est parfois utilisé dans la culture populaire pour parler de courants de pensée marginaux à composante secrète ou étrange (sociétés secrètes, occultisme, paranormal, magie, etc.).
Chez les Grecs antiques, les Mystères, comme ceux d'Éleusis, transmettaient un enseignement ésotérique. Le mot « ésotérisme » a aussi été utilisé en Occident, pour désigner des enseignements ainsi que des courants, qui, au sein du christianisme, appartenaient à des milieux fermés, regroupés sous la dénomination générale d'ésotérisme chrétien auquel appartient en particulier l'hermétisme chrétien. On utilise aussi cette dénomination dans ce contexte, à propos des écrits de Jacob Boehme, de Jean de Ruisbroek, auxquels on donne également le nom d'écrits théosophiques. Ce dernier terme doit être distingué de la Société Théosophique, créée en 1875 par Helena Blavatsky et dont le caractère ésotérique est contesté en 1921 par René Guénon, mais reconnu en 1990 par Pierre A. Riffard. L'anthroposophie de Rudolf Steiner est un ésotérisme chrétien, que Robert Sumser qualifie d'« occultisme rationaliste ».
Le mot « ésotérisme » est également utilisé à propos de l'islam pour désigner le soufisme (tasawwuf en arabe). Dans le judaïsme, les enseignements de nature ésotérique sont regroupés sous le nom de Kabbale. Le taoïsme, par exemple dans son aspect relatif à la quête d'immortalité, est également considéré comme étant de nature ésotérique. Le bouddhisme, comporte certaines branches ésotériques (Vajrayâna tibétain, Shingon japonais) préconisant des initiations pour parvenir au nirvāna.
Aujourd'hui en Occident, le mot « ésotérisme » a été étendu à un nombre considérable de courants, dont, entre autres, la magie, mais l'application de ce terme à ces domaines a été contestée, notamment par René Guénon. Par ailleurs, certains mouvements sectaires s’appuient sur des textes et concepts à teneur ésotérique. La complexité du sujet ainsi que la diversité de ses manifestations conduisent à l'étudier selon plusieurs voies d'accès : étymologie, définitions, origines, images, modèles.

## Étymologie
L’étymologie fait de l’ésotérisme la doctrine des choses « intérieures ». Ce qui est ésotérique s'oppose à ce qui est exotérique.
L’adjectif grec « ésotérique », έσωτερικóς / ésôteriκós, vient du grec ancien ἐσώτερoς / esôteros, qui signifie « intérieur » (dérivé de l'adverbe ἔσω / ésō, « en dedans »). D'autre part, le sens est lié aux écoles philosophiques grecques, surtout au pythagorisme qui distinguait entre disciples initiés (les ésotériques) et non initiés, lesquels sont soit de futurs initiés, des novices (les exotériques), soit des gens ordinaires (les profanes). On repère le mot « ésotérique », pour la première fois, chez un rétheur satirique grec, Lucien de Samosate : il veut faire un pendant terminologique à « exotérique », ἐξωτερικός / exōterikós, mot déjà répandu depuis Aristote. Vers 310, le philosophe néoplatonicien Jamblique donne le nom d'« ésotériques », ἐσωτερικοί / esōterikoí aux disciples les plus savants de Pythagore appelés μαθηματικοί / mathēmatikoí. Le nom ἐσωτερισμός / esôterismόs appartient au grec moderne.
L'adjectif « ésotérique » émerge en français, en 1752, dans le Supplément du Dictionnaire de Trévoux : « Ézotérique, adj. Ce qui est obscur, caché, et peu commun. Les ouvrages ésotériques des Anciens ne pouvaient s'entendre, s'ils n'en donnoient eux-mêmes l'explication. » Le nom « ésotérisme », en français, date de 1828 : il apparaît chez l’historien Jacques Matter, dans son Histoire critique du gnosticisme.

### Quelques définitions
Les diverses définitions entourent l’idée d’ésotérisme de plusieurs notions. On peut privilégier le mystère, le côté occulte du monde, et ce mystère persiste même chez les initiés, ou bien on peut privilégier le secret, le côté réservé d'un enseignement spirituel ou d'une organisation initiatique, mais ce secret n'existe que pour les profanes.
René Guénon (1886-1951), considéré par beaucoup comme une autorité de l’ésotérisme,,, définit les points de vue respectifs de l'ésotérisme et de l'exotérisme ; selon lui, l’ésotérisme est du domaine de l’intérieur pour un public restreint. L’exotérisme est du domaine de l’extérieur pour un public ouvert, et il insiste sur la prédominance, à l'origine, de l'enseignement oral dans l'ésotérisme : « Nous avons signalé la distinction […] entre deux aspects d’une même doctrine, l’un plus intérieur et l’autre plus extérieur […]. L’exotérisme, comprenant ce qui était élémentaire, plus facilement compréhensible, et par conséquent susceptible d’être mis plus largement à la portée de tous, s’exprime seul dans l’enseignement écrit ; l’ésotérisme, plus approfondi et d’un ordre plus élevé, et s’adressant comme tel aux seuls disciples réguliers de l’école, préparés tout spécialement à le comprendre, n’était l’objet que d’un enseignement purement oral ». Le livre principal de Guénon sur l'ésotérisme est Aperçus sur l'Initiation.
Robert Amadou (1924-2006) n'opère pas de distinction entre les mots « ésotérisme », « occultisme », « gnose », il s’arrête à l’idée, à une doctrine, celle de l’unité universelle. Il définit l'occultisme de cette manière : « L’occultisme est l’ensemble des théories et des pratiques fondées sur la théorie des correspondances selon laquelle tout objet appartient à l’ensemble unique et possède avec tout autre élément de cet ensemble des rapports nécessaires, intentionnels, non temporels et non spatiaux ». Plus tard, Amadou déclare : « La gnose dont je parle et à laquelle je me voue et à laquelle j’invite est une connaissance, nullement exclusive de l’amour, bien au contraire, qui possède dans sa perfection — la gnose est une connaissance parfaite — quatre traits principaux pour la spécifier : elle est religieuse, traditionnelle, initiatique et universelle ».
Antoine Faivre ancre l’étude de l’ésotérisme dans une recherche universitaire académique, internationale. Il propose ceci : « Le mot « ésotérisme » revêt quatre significations différentes. […] 1. Pour les libraires ou les éditeurs, « ésotérisme » sert de mot générique pour tout type de littérature relevant du paranormal, des sciences occultes, de diverses traditions de sagesse exotique, etc. 2. Le mot « ésotérisme » évoque l’idée d’enseignements secrets […]. 3. Le mot « ésotérisme » renvoie aussi au « centre » de l’Être, celui de l’Homme, de la Nature ou de Dieu ; par exemple le « Dieu ésotérique » de Franz von Baader est le Dieu caché […]. 4. Enfin, dans notre champ de recherches, le mot « ésotérisme » renvoie à un ensemble de courants spirituels [hermétisme, kabbale chrétienne…], qui ont un certain air de famille ».
Pierre A. Riffard : « 1. L’ésotérisme d’un élément désigne le caractère ésotérique de cet élément. Mais à quelle acception d’ésotérique renvoie-t-on ? interne ? réservé ? gnostique ? hermétique ? occulte ? restreint ? technique ? abstrus ? Parlant de L'Ésotérisme de Dante (1925), Guénon vise principalement les procédés hermétiques d’occultation des initiés du Moyen Âge et de la Renaissance. On devrait parler d’ésotéricité. 2. Un ésotérisme est un enseignement occulte, doctrine ou théorie, technique ou procédé, d’ordre méta-physique, d’intention initiatique. Le druidisme, le Compagnonnage, l’alchimie sont des ésotérismes. 3. L’Ésotérisme constituerait la totalité des connaissances et pratiques ésotériques regardées comme un ensemble un, comme une Tradition unique, universelle. 4. Enfin, on entend par ' ésotérisme ' [ou ' ésotéricisme '] la doctrine qui rejette la vulgarisation des enseignements ésotériques, la théorie de la discipline de l’arcane, le principe d’après lequel il convient de ne pas communiquer à n’importe qui et n’importe comment les mystères ».

### Origines occidentales
Les débuts de l’ésotérisme se perdent dans la nuit des temps et dans l’obscurité des interprétations. L'utilisation d'hématite ou d'ocre, attestée à partir de 100 000 ans avant J.-C., a peut-être une valeur symbolique. Il semble que, dès le paléolithique, l’homme s’intéresse à la vie après la mort (90 000 av. J.-C.), aux amulettes (35 000 av. J.-C.), peut-être au chamanisme (32 000-10 000 av. J.-C.).  Les premières grottes-sanctuaires (grottes de Lascaux, de Niaux, des Trois-Frères, du Portel…) datent d'au moins 16 000 av. J.-C. ; des esprits audacieux, dont Chantal Jègues-Wolkiewiez, en ont relevé et révélé les orientations solsticiales. 
Mais la notion d'ésotérisme ne prend corps qu'en Grèce avec les orphiques à partir de 560 av. J.-C.. On attribue à Orphée cette parole : « Je vais chanter pour les initiés. Mettez des portes devant vos oreilles, profanes ». Cette exclusion des profanes s'accompagne d'une révélation pour les initiés, donnée sous forme de mythes : « Zeus fut le premier à venir à l'être, Zeus à la foudre éclatante est le dernier, Zeus est la tête, Zeus est le milieu, Zeus est la destinée puissante… ». Les orphiques se structurent en organisations initiatiques, qui pratiquent « le culte secret de Dionysos » et, au quotidien, adoptent un « mode de vie orphique », avec régime végétarien, vêtements blancs…
Peu après l'orphisme arrive le pythagorisme, vers 530 av. J.-C., qui lui aussi est un ésotérisme.

### Images
Les métaphores, les comparaisons, comme les dessins, les peintures parlent de l'ésotérisme comme d'un œuf originel et plein, d'un château, d'un labyrinthe, d'une perle...
Guénon a son image préférée : « L’écorce et le noyau (El-Qishr wa el-Lobb). Ce titre, qui est celui d'un des nombreux traités de Mohyiddîn Ibn 'Arabî, exprime sous une forme symbolique les rapports de l'exotérisme et de l'ésotérisme, comparés respectivement à l'enveloppe d'un fruit et à sa partie intérieure, pulpe ou amande. L'enveloppe ou l'écorce (el-qishr) c'est la sharî'a, c'est-à-dire la loi religieuse extérieure, qui s'adresse à tous et qui est faite pour être suivie par tous. Le noyau (el-lobb), c'est la haqîqa, c'est-à-dire la vérité ou la réalité essentielle. Dans un autre symbolisme, sharî'a et haqîqa sont aussi désignées respectivement comme le 'corps' (el jism) et la ' cervelle ' (el-mukh), dont les rapports sont exactement les mêmes que ceux de l'écorce et du noyau ; et sans doute trouverait-on encore d'autres symboles équivalents à ceux-là. Ce dont il s'agit, sous quelque désignation que ce soit, c'est toujours l' 'extérieur' (ed-dâhir) et l' 'intérieur' (el-bâtin), c'est-à-dire l'apparent et le caché ».

## Ésotérismeetexotérisme, ésotérismeouoccultisme
À l'origine, l'ésotérisme désigne un enseignement professé soit à l'intérieur d'une organisation initiatique (comme les Mystères d'Éleusis) soit auprès d'un maître spirituel (comme Pythagore).
Communément, le terme « ésotérisme », connaissance occulte réservée à des initiés, se comprend par rapport à son contraire, l'« exotérisme ». L'exotérisme correspond aux croyances, rites et enseignements véhiculés par les religions et traditions qui s'adressent indifféremment à tous les membres d'une communauté, qu'il s'agisse des exotéristes novices (pas encore prêts, mais favorables à l'ésotérisme) ou des exotéristes profanes (indifférents voire hostiles à l'ésotérisme). Jamblique dit ceci des disciples ésotériques ou exotériques de Pythagore : « S'ils paraissaient dignes d'avoir accès à ses enseignements, en en jugeant d'après leur mode de vie et l'ensemble de leur comportement, ils devenaient, après avoir observé le silence de cinq ans, des ésotériques (ἐσωτερικοί), et ils écoutaient Pythagore du côté intérieur du rideau, en étant admis à le voir en personne. […] Il n'est pas permis de mettre à la disposition du premier venu ce qui a été obtenu après tant de combats et d'efforts, pas plus qu'il n'est permis de divulguer aux profanes les Mystères des deux déesses d'Éleusis [Déméter, Perséphone] ». Les ésotériques (ἐσωτερικοί / esōterikoí) sont des initiés, en tant que « sachants » (μαθηματικοί / mathēmatikoí) ; les exotériques (ἐξωτερικοί / exōterikoí) sont des candidats à l'initiation, comme « auditeurs » (ἀκουσματικοί / akousmatikoí) ; les profanes sont gens du dehors (οἱ ἐξω / oi exō).
En résumé, tout enseignement ésotérique comporte une partie exotérique (pour le profane) et une partie ésotérique (pour l'initié). En principe, la partie de l'enseignement « cachée » au profane ne contredit pas l'enseignement donné au public. Il apporte en général un « deuxième sens » aux aspects de l'enseignement exotérique. Il l'ouvre sur des états de conscience supérieurs, sur des perspectives métaphysiques.
L'ésotérisme ne se confond ni avec la parapsychologie ni avec l'occultisme, bien que l'usage commun rassemble souvent ces divers domaines sous la seule dénomination d'ésotérisme, et du pantatisme.
Des auteurs des XIXe et XXe siècles tels Éliphas Lévi, Papus et, plus tard, des spécialistes comme le sociologue Edward A. Tiryakan ou le philosophe Pierre A. Riffard ont tenté de rationaliser la différence entre ésotérisme et occultisme, étymologiquement si proches (« intérieur »/« caché »). Selon d'autres[Qui ?] il n'y a pas d'opposition, juste une différence de priorités, ou d'attitudes. Jean Pic de La Mirandole est ésotériste, Papus occultiste, mais on[Qui ?] hésite pour Paracelse, Crowley. Le tarot est ésotériste aussi bien qu'occultiste. L'occultisme est souvent ésotérique, réservé aux initiés, et l'ésotérisme est souvent occulte, centré sur les forces secrètes. Éliphas Lévi écrit ceci, qui montre un lien entre les idées occultes de l'occultisme et le public restreint de l'ésotérisme : « Les lois occultes sont souvent diamétralement opposées aux idées communes. Ainsi, le vulgaire croit à la sympathie des semblables et à la guerre des contraires ; c'est la loi opposée qui est la vraie [les contraires s'assemblent] ». Pierre Riffard distingue ésotérisme et occultisme : 1) L'ésotérisme est élitiste, sélectif, tandis que l'occultisme est plus populaire, moins savant, plus proche des superstitions, des traditions folkloriques, de l'astrologie de masse, de la croyance aux « ondes », aux « fées ». 2) L'ésotérisme a pour notion centrale le soi, l'esprit, alors que l'occultisme a pour notion centrale les vertus occultes, les pouvoirs cachés.
| Occultisme                                         | Ésotérisme                                  |
| -------------------------------------------------- | ------------------------------------------- |
| arts occultes, sciences occultes                   | gnose, initiation, herméneutique, folklore… |
| pour les masses (des curieux ou des superstitieux) | pour l'élite (savante ou populaire)         |

## Traits de l'ésotérisme
L'enseignement ésotérique s'assied avant tout sur une cosmologie, une anthropologie ou une théosophie. Par « cosmologie » on entend la connaissance des phénomènes et causes du Monde : principes, lois, Éléments, etc. Par « anthropologie » on entend l'étude de l'Humain, de son origine, de son rôle et de sa destination dans le Monde. Par « théosophie » on entend la perception de la sagesse et du plan - sans doute divin, sacré - qui est derrière tout cela, le désir de participer à son achèvement. L'ésotérisme, surtout à la Renaissance, défend « l’idée d’un univers vivant, fait de correspondances secrètes, de sympathies occultes, où partout souffle l’esprit, où s’entrecroisent de toutes parts des signes ayant une signification cachée ».
Dans le cadre occidental, Antoine Faivre, dès 1972, relève les « caractères » permettant d'identifier un ésotérisme. Finalement, il en retient six :
1. Les correspondances entre toutes les parties de l'univers ;
2. La Nature conçue comme un être vivant fait de réseaux de sympathies et d'antipathies. Ces deux premiers points doivent être distingués de la philosophie ; une lecture superficielle de l’Éthique de Spinoza peut confondre l'appareil conceptuel de sa théorie de l’Être (substance, attributs, modes) avec un ésotérisme. Ce qui n'est pas le cas : il s'agit de l'un des grands courants de la philosophie occidentale de l'époque moderne ;
3. Le rôle essentiel de l'imagination et des médiations (rituels, nombres, symboles, images, visions… ; anges, esprits, idées) ;
4. L’expérience de la transmutation intérieure (illumination, sagesse) ;
5. La pratique de la concordance (les diverses traditions s'accordent) ;
6. La transmission de connaissances de maître spirituel à disciple.

En d'autres termes, l'ésotérisme est « une forme de pensée » qui se développe en courants, sciences, notions :
- « courants ésotériques » : hermétisme alexandrin, kabbale juive, kabbale chrétienne (Jean Pic de la Mirandole, Guillaume Postel), paracelsisme, illuminisme (Böhme), rose-croix, théosophie (Swedenborg…), franc-maçonnerie des hauts grades (« Stricte Observance »…), martinisme, Société théosophique (Helena Blavatsky), anthroposophie (Rudolf Steiner), pérennialisme (Guénon, Schuon) ;
- « sciences traditionnelles » : alchimie, astrologie, magie, mais aussi théosophie (doctrine allant de Dieu à la nature concrète), pansophie (doctrine allant des choses vers Dieu) ;
- « notions » : secret, Église intérieure, Sagesse divine, « esprits intermédiaires entre l'homme et Dieu (sephirot, Idées platoniciennes, Élohim…) », androgynéité, « réintégration des êtres dans leur première propriété ».

Pour sa part, Pierre A. Riffard met en avant « neuf invariants qui recoupent souvent ceux de Faivre » :
1. La discipline de l'arcane (garder le secret) ;
2. L'impersonnalité de l'auteur (marquer l'aspect surhumain du message) ;
3. L'opposition entre l'ésotérique et l'exotérique (distinguer l'initié du non-initié, l'occulte du manifeste) ;
4. Le subtil (admettre des plans de réalité invisibles, supérieurs : l'aura, le corps éthérique, les influences astrales) ;
5. Les analogies et correspondances (mettre en résonance toutes les parties de l'univers) ;
6. Le nombre formel (choisir l'arithmétique symbolique comme clef par excellence) ;
7. Les arts occultes (utiliser astrologie, magie, alchimie) ;
8. Les sciences occultes (admettre l'interprétation spirituelle des textes, la symbologie, les cycles cosmiques, la vie après la mort) ;
9. L'initiation (chercher le perfectionnement spirituel pour soi ou les autres).

Ainsi, « un ésotérisme est un enseignement qui prend la forme d'une doctrine secrète ou d'une organisation initiatique, d'une pratique spirituelle ou d'un art occulte » :
- doctrines secrètes : doctrine des analogies et correspondances, anatomie et physiologie subtiles (aura, corps subtils...), arithmologie, angélogie ;
- organisations initiatiques : Mystères d'Éleusis, franc-maçonnerie, rose-croix, Golden Dawn ;
- pratiques spirituelles : initiation, méditation, prière, ascèse ;
- arts occultes : alchimie, astrologie, divination, magie, médecine occulte, talismanie.

Malgré ces convergences générales entre les ésotérismes d'époques, de lieux, de cultures, d'orientations différents, il n'existe pas d'unanimité sur les contenus d'enseignement, les voies d'initiation, les rites, les exercices.
| Planètes | Éléments | Signes     | Pierres     | Vertus            | Couleurs |
| -------- | -------- | ---------- | ----------- | ----------------- | -------- |
| Mars     | Feu      | Bélier     | améthyste   | hardi             | rouge    |
| Vénus    | Terre    | Taureau    | hyacinthe   | ingénieux         | sombre   |
| Mercure  | Air      | Gémeaux    | chrysoprase | ami des jeux      | jaune    |
| Lune     | Eau      | Cancer     | topaze      | vagabond          | noirâtre |
| Soleil   | Feu      | Lion       | béryl       | grande âme        | doré     |
| Mercure  | Terre    | Vierge     | chrysolithe | pieux             | vert     |
| Vénus    | Air      | Balance    | sardoine    | ami de la justice | pourpre  |
| Mars     | Eau      | Scorpion   | sardonyx    | tyran             | noir     |
| Jupiter  | Feu      | Sagittaire | émeraude    | colère            | flamme   |
| Saturne  | Terre    | Capricorne | calcédoine  | ambitieux         | blanc    |
| Saturne  | Air      | Verseau    | saphir      | marchand          | bleu     |
| Jupiter  | Eau      | Poissons   | jaspe       | fécond            | cendré   |

## L'utilisation des symboles dans l'ésotérisme
L'ésotérisme fait usage de symboles. Ces derniers peuvent être empruntés à la culture aussi bien qu'à la nature. La fonction du symbole dans l'ésotérisme est de signifier autre chose que le sens terre à terre, en montrant soit un sens profond soit une représentation approximative d'une expérience spirituelle.
On peut citer, comme symboles fréquemment utilisés dans diverses traditions ésotériques : le pentagramme ou l'hexagramme, empruntés à la géométrie, le nombre d'or aux vertus magiques et mystérieuses ou le nombre Pi, emprunté aux mathématiques, mais aussi des animaux à forte charge symbolique, comme le serpent, la tortue, le crapaud ou le bouc, des fleurs puissamment évocatrices, comme le lotus ou la rose.

## Points de vue

### Critiques de l'ésotérisme
Descartes est le plus célèbre des adversaires de l'ésotérisme. Son rationalisme résume les attaques antérieures (dont celles de l'Église catholique) et les hostilités postérieures (dont celles du scientisme). « Le bon sens [la raison] est la chose du monde la mieux partagée […]. Ne m'étant pas contenté des sciences qu'on nous enseignait, j'avais parcouru tous les livres traitant de celles qu'on estime les plus curieuses et les plus rares [Raymond Lulle, Henri-Corneille Agrippa de Nettesheim, Paracelse, Giambattista Della Porta, les rose-croix, Jacques Gaffarel]. Pour les mauvaises doctrines, je pensais déjà connaître assez ce qu'elles valaient, pour n'être plus sujet à être trompé ni par les promesses d'un alchimiste, ni par les prédictions d'un astrologue, ni par les impostures d'un magicien, ni par les artifices ou la vanterie d'aucun de ceux qui font profession de savoir plus qu'ils ne savent ».
Jorge Luis Borges, dans sa nouvelle « La secte du Phénix » (incluse dans Fictions, 1956), entreprend une lecture ironique et intellectuelle du secret ésotérique en mettant en scène une secte qui protège un secret comme un trésor. Or ce secret est une trivialité bien connue de tous. Plus que de ridiculiser la mécanique des sociétés secrètes et de leurs soi-disant secrets, Borges nous convie à une histoire elle-même symbolique d'un autre message.
Dans Le Pendule de Foucault (1988), Umberto Eco, s'inspirant de Borges, présente et raille un modèle de l'occultisme reposant sur la notion de secret. Le plus grand secret est celui qui ne cache que lui-même, un peu comme un oignon qui, au fil des peaux qu'on lui ôte, ne révèle rien d'autre qu'un oignon ; cependant, plus on l'épluche, plus cela fait pleurer les yeux.

### Ésotérisme et spiritualité
Les lectures ésotériques du monde ou des textes sacrés sont nées de la nécessité d'interpréter des phénomènes d'ordre spirituel avec des mots. La lecture ésotérique fait appel à des paraboles, à des images ou à des symboles, plus qu'à la culture religieuse, cela par nécessité plus que par volonté de cacher les choses. Il résulte de ce langage une impression de mystère chez les non-initiés, alors que l'usage du symbolisme est inévitable, et consubstantiel avec l'expression parlée ou écrite de la spiritualité.
Le langage « ésotérique » est aussi né pour échapper à la censure des institutions ecclésiastiques et dans certains cas, à l'inquisition. Mais il perdure sous maintes formes à travers les âges et les continents, avec un tronc commun.
Ainsi, l'alchimie n'aurait pas pour but de changer le plomb en or mais d'afficher une recherche symbolique, indirecte, de la richesse spirituelle, à travers les métaux. Le plomb et l'or sont alors respectivement les symboles de l'homme brut et de l'homme régénéré. Le fait que ces symboles soient liés à la sphère matérielle et bassement pécuniaire du monde était un moyen pour les alchimistes de juger les personnes qui venaient les voir uniquement pour faire de l'or, du profit. Une personne attirée par le seul appât du gain ne pouvait prétendre au savoir spirituel, tandis qu'une autre, à qui l'image symbolique parlait, pouvait entrer dans l'enseignement du maître. La lecture, et le niveau de compréhension des symboles détermine alors la maturité spirituelle d'une personne, et, par suite, sa capacité à comprendre la tradition ésotérique dans laquelle elle s'inscrit.
Cependant, une autre partie des alchimistes usait de cette même prétention pour s'attirer les bonnes grâces du Prince, s'ouvrant ainsi leur cour.

### L'ésotérisme et ses influences politiques
Les groupes pratiquant l'ésotérisme ont souvent été accusés d'influencer la politique d'un pays ou d'une région du monde. Ces accusations, volontiers renforcées par les multiples théories du complot, sont souvent émises par les adversaires de l'ésotérisme.
Toutefois, de nombreux groupes ésotériques ont eu une influence politique dans l'histoire. Plus ou moins occultes (mais pas forcément ésotériques), ils se constituaient pour exprimer des opinions politiques. Par ailleurs, certaines organisations, comme la franc-maçonnerie, encouragent l'action publique de leurs membres, sans que le savoir ésotérique ait, en lui-même, une influence politique.
Plusieurs ésotéristes soutiennent activement le tsar et son féodalisme ou sa théocratie : Madame de Krüdener conseille Alexandre Ier en 1815, Papus rencontre Nicolas II en 1905. Des historiens ont montré des liens entre nazisme et occultisme. Goebbels, dans son journal, à la date du 19 mai 1942, mentionne un plan : « Nous pourrions utiliser les occultistes dans notre propagande… Une fois de plus, nous allons citer Nostradamus ».
Certains occultistes ont aussi développé des concepts de « politique ésotérique ». Il existe un « occulto-socialisme », socialisme farouchement défendu par des occultistes, qui attendent l'Âge de l'Esprit, par exemple Pierre Leroux, le jeune Éliphas Lévi, ou, aux États-Unis, Andrew Jackson Davis (The Principles of Nature, 1847). Autre école politique : le synarchisme, défendu par Vivian du Mas, Alexandre Saint-Yves d'Alveydre. La synarchie serait un régime politique reposant sur la tripartition des fonctions sociales (par exemple économie, justice, enseignement ; politique, économie, spiritualité). Rudolf Steiner a quant à lui défendu la « tripartition de la question sociale » (1919). Autre école de politique ésotérique : l'anarchisme mystique, défendu par Georges Tchoulkov (1906), Apollon Kareline et la jeune Alexandra David-Néel.

### L'ésotérisme comme pratique et expérience
L'essentiel de l'ésotérisme réside certainement dans une expérience, de type mystique, très souvent cachée, secrète. Ce vécu ésotérique, quand même exceptionnel, prend diverses formes : extase mystique, possession par les esprits, remontée vers l'Un, vision, béatitude, illumination, conscience cosmique, sentiment océanique... Sans aller si loin, l'ésotérisme peut se présenter comme mode de vie. Platon présentait l'orphisme comme un mode de vie (« la vie orphique » Ὀρφικός βίος / Orphikós bíos), le pythagorisme comme un mode de vie (« la vie pythagorique »). Comme le souligne Jean-Paul Corsetti, « il convient de distinguer radicalement l'expérience ésotérique de son étude érudite ».

## Histoire de l'ésotérisme occidental
Cette histoire est immense. Il faut (?) se contenter, ici, de mentionner quelques courants, auteurs, disciplines, organisations, dans l'ordre chronologique et en Occident.
- Protohistoire. Mégalithisme européen (dès 4800 av. J.-C.), confréries métallurgiques en Crète (2500 av. J.-C. ?).
- Antiquité grecque. Magie et divination grecques, Mystères grecs (dont ceux de Déméter à Éleusis, XIVe s. av. J.-C.), dionysisme (XIIIe siècle av. J.-C.), Mystères gréco-orientaux (dès le XIe siècle av. J.-C., dont ceux de Cybèle et d'Isis), oracles (dès le IXe siècle av. J.-C.), pythies (dès 650 av. J.-C.), chamanes apolliniens (dès Aristée de Proconnèse, vers 600 av. J.-C.), orphisme (dès 560 av. J.-C.), pythagorisme (530 av. J.-C.), mages hellénisés (dont Ostanès le Mage : 490 ou 270 av. J.-C. ?), hermétisme gréco-égyptien à Alexandrie (IIIe ou IIe s. av. J.-C.), néopythagorisme grec (dès Eudore d'Alexandrie en 40 av. J.-C.), alchimie gréco-égyptienne (vers 250-300, avec les papyrus de Leyde et de Stockholm puis avec Zosime de Panopolis) .
- Antiquité romaine. Magie et divination romaines, sacerdoces (dès 715 av. J.-C., avec pontifes, vestales, augures...), Etrusca disciplina, les cultes à Mystères orientaux à Rome (dont ceux de Cybèle en 205 av. J.-C. et ceux de Mithra en 67), néo-pythagorisme romain (dès Nigidius Figulus en 60 av. J.-C.).
- Moyen Âge. Troubadours ésotérisants, alchimie médiévale (dès 1144), géomancie occidentale (1160), Graal, kabbale juive de Provence (dès 1180 avec Isaac l'Aveugle), astrologie chrétienne, art notoire (XIIe s.).
- Renaissance. Hermétisme italien (dès Marsile Ficin, 1471), kabbale chrétienne (dès J. Pic de la Mirandole, 1486), Paracelse, théosophie chrétienne (dès Valentin Weigel, 1570).
- Temps modernes. Illuminisme (dès Jacob Böhme, 1600), Rose-Croix (1614), néo-druidisme (1717), franc-maçonnerie ésotérique (dès le chevalier Michel de Ramsay, 1736), martinisme (dès J. Martinès de Pasqually, 1758), tarot (dès Antoine Court de Gébelin, 1781), néo-occultisme (dont Éliphas Lévi et Papus), Société théosophique (Helena Blavatsky, 1875), Golden Dawn (1888), Carl-Gustav Jung (dès 1902), Aleister Crowley, anthroposophie (Rudolf Steiner, 1913), Gurdjieff (dès 1914), pérennialisme de René Guénon (dès 1921).
- Temps contemporains (après la Seconde Guerre Mondiale). Médecines alternatives, Fraternité blanche universelle (Deunov en 1922 et Aïvanhov en 1947), néo-catharisme (1950), Wicca (1951), néo-chamanisme (1968), psychologie transpersonnelle (1969 : A. Maslow, S. Grof), New Age (vers 1970), Magie du Chaos (XXIe siècle).

### Quelques peintures ou illustrations ésotériques

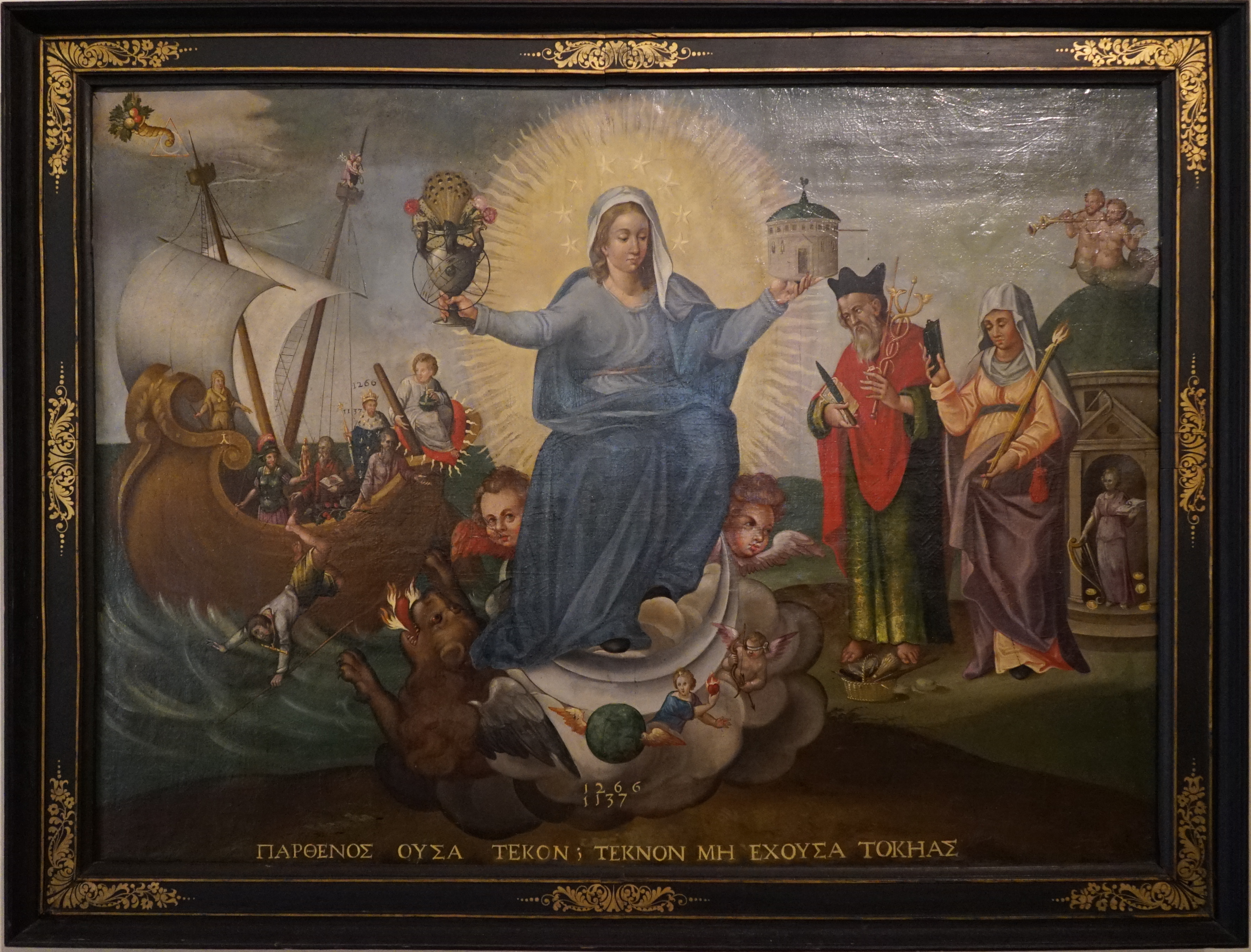
Vierge alchimique à Reims.